# Gian Carlo Perego
Gian Carlo Perego (Vailate, 25 novembre 1960) è un arcivescovo cattolico italiano, dal 15 febbraio 2017 arcivescovo di Ferrara-Comacchio e abate di Pomposa.

## Biografia
Mons. Gian Carlo Perego nasce a Vailate, in provincia e diocesi di Cremona, il 25 novembre 1960, anche se è cresciuto nella vicina Agnadello.

### Formazione e ministero sacerdotale
Entra nel seminario vescovile di Cremona nell'autunno 1971, dove frequenta le scuole medie e le scuole superiori, e poi lo studio teologico. Ordinato presbitero in cattedrale il 23 giugno 1984 per imposizione delle mani del vescovo Enrico Assi, consegue il baccalaureato in Teologia e nello stesso anno è nominato vicario coadiutore della parrocchia di San Giuseppe in Cremona.
Dal 1984 al 1992 è collaboratore del vescovo Enrico Assi e nel 1993-1994 segretario del vescovo Giulio Nicolini.
Negli anni 1986-1994 è tra i fondatori e animatori a Cremona del Centro studi sul disagio e l'emarginazione giovanile e segue la nascita della cooperativa dei servizi per l'accoglienza degli immigrati, con un'attenzione particolare ai richiedenti asilo.
Consegue la licenza in teologia sistematica nel 1993-1994.
Negli anni 1994-1996 soggiorna a Roma, dove frequenta i corsi di dottorato in Teologia dogmatica presso la Pontificia Università Gregoriana. Dal settembre 1996 è insegnante di Patrologia e Teologia Dogmatica nel seminario di Cremona e docente di Introduzione alla Teologia presso l'Università Cattolica del Sacro Cuore.
Dal 1997 al 2002 è direttore della Caritas Diocesana di Cremona e assistente diocesano della FUCI e del MEIC. Dal 2002 al 2006 viene chiamato a Roma dalla Caritas Italiana come responsabile dell'area nazionale.
Dal 1º ottobre 2006 è incaricato da Caritas Italiana di istituire un centro documentazione unitario con Migrantes e di curare la nascita dell'archivio per la storia della Caritas in Italia.
Il 30 aprile 2009 è nominato cappellano di Sua Santità.
Dal 1º dicembre 2009 è direttore generale della Fondazione Migrantes, organismo della CEI, e dal 2012 consultore del Pontificio consiglio della pastorale per i migranti e gli itineranti.

### Ministero episcopale
Il 15 febbraio 2017 papa Francesco, accogliendo la rinuncia dell'arcivescovo Luigi Negri per raggiunti limiti d'età, lo nomina arcivescovo di Ferrara-Comacchio e abate di Pomposa.
Il 6 maggio, presso la cattedrale di Cremona riceve l'ordinazione episcopale per l'imposizione delle mani e la preghiera consacratoria del vescovo di Cremona Antonio Napolioni, co-consacranti Luigi Negri, arcivescovo emerito di Ferrara-Comacchio, e Guerino Di Tora, vescovo ausiliare di Roma, presidente della Commissione Episcopale per le Migrazioni e presidente della Fondazione Migrantes.
Prende possesso canonico dell'arcidiocesi il 3 giugno 2017 nella cattedrale di Ferrara. Il giorno seguente presiede la messa, nella solennità di Pentecoste, nella concattedrale di Comacchio. Il successivo 11 giugno ha preso possesso della sede che fu di San Guido come abate di Pomposa.
L'8 dicembre 2017, solennità dell'Immacolata Concezione di Maria, consegna all'arcidiocesi la lettera pastorale Immagini di Chiesa, avviando una riforma della chiesa di Ferrara-Comacchio alla luce dell'esortazione apostolica Evangelii gaudium.

### Stemma e motto
I colori dello stemma sono l'oro e l'azzurro. Nella parte superiore un ramo di palma verde e una lancia, posti in decusse, richiamano i simboli dei patroni dell'arcidiocesi (San Cassiano e San Giorgio); in quella inferiore due onde d'argento (chiaro riferimento al fiume Po che unisce Cremona a Ferrara) e la stella a sette punte, simbolo di Maria.
Come motto episcopale sono state scelte le parole dell'incipit della costituzione apostolica Gaudium et spes del Concilio ecumenico Vaticano II.

## Genealogia episcopale
La genealogia episcopale è:
- Cardinale Scipione Rebiba
- Cardinale Giulio Antonio Santori
- Cardinale Girolamo Bernerio, O.P.
- Arcivescovo Galeazzo Sanvitale
- Cardinale Ludovico Ludovisi
- Cardinale Luigi Caetani
- Cardinale Ulderico Carpegna
- Cardinale Paluzzo Paluzzi Altieri degli Albertoni
- Papa Benedetto XIII
- Papa Benedetto XIV
- Cardinale Enrico Enriquez
- Arcivescovo Manuel Quintano Bonifaz
- Cardinale Buenaventura Córdoba Espinosa de la Cerda
- Cardinale Giuseppe Maria Doria Pamphilj
- Papa Pio VIII
- Papa Pio IX
- Cardinale Alessandro Franchi
- Cardinale Giovanni Simeoni
- Cardinale Antonio Agliardi
- Cardinale Basilio Pompilj
- Cardinale Adeodato Piazza, O.C.D.
- Cardinale Sebastiano Baggio
- Vescovo Alessandro Maggiolini
- Vescovo Dante Lafranconi
- Vescovo Antonio Napolioni
- Arcivescovo Gian Carlo Perego

## Opere
- La battaglia di Agnadello e i "morti della vittoria", Treviglio, Grafiche Signorelli, 1979.
- Un ministero tutto spirituale: la teologia del ministero ordinato nel giansenismo lombardo tra illuminismo e liberalismo, 1755-1855, Milano, Glossa, 1997, ISBN 88-7105-082-7.
- La Chiesa della carità: miscellanea in onore di mons. Giovanni Nervo, curatela, Bologna, Edizioni Dehoniane Bologna, 2009, ISBN 978-88-10-20350-7.
- Uomini e donne come noi: i migranti, l'Europa, la Chiesa, Brescia, La scuola, 2015, ISBN 978-88-350-4076-7.